# Белль-Шасс (Луїзіана)
Белль-Шасс (англ. Belle Chasse) — переписна місцевість (CDP) в США, в окрузі Плакмін штату Луїзіана. Населення — 10 579 осіб (2020).

## Географія
Белль-Шасс розташований за координатами 29°51′7″ пн. ш. 90°0′23″ зх. д. / 29.85194° пн. ш. 90.00639° зх. д. (29.851956, -90.006280).  За даними Бюро перепису населення США в 2010 році переписна місцевість мала площу 73,50 км², з яких 64,52 км² — суходіл та 8,98 км² — водойми.

## Демографія
Згідно з переписом 2010 року, у переписній місцевості мешкало 12 679 осіб у 4463 домогосподарствах у складі 3457 родин. Густота населення становила 173 особи/км².  Було 4828 помешкань (66/км²).
Расовий склад населення:
| - 84,1 % — білих - 7,9 % — чорних або афроамериканців - 2,3 % — азіатів - 1,0 % — корінних американців - 0,2 % — вихідців з тихоокеанських островів - 1,6 % — осіб інших рас |

До двох чи більше рас належало 2,8 %. Частка іспаномовних становила 6,3 % від усіх жителів.
За віковим діапазоном населення розподілялося таким чином: 29,3 % — особи молодші 18 років, 61,1 % — особи у віці 18—64 років, 9,6 % — особи у віці 65 років та старші. Медіана віку мешканця становила 33,9 року. На 100 осіб жіночої статі у переписній місцевості припадало 98,7 чоловіків;  на 100 жінок у віці від 18 років та старших — 93,9 чоловіків також старших 18 років.
Середній дохід на одне домашнє господарство  становив 73 312 долари США (медіана — 56 695), а середній дохід на одну сім'ю — 83 299 доларів (медіана — 70 053). Медіана доходів становила 48 194 долари для чоловіків та 34 397 доларів для жінок. За межею бідності перебувало 9,7 % осіб, у тому числі 12,8 % дітей у віці до 18 років та 8,1 % осіб у віці 65 років та старших.
Цивільне працевлаштоване населення становило 6000 осіб. Основні галузі зайнятості: освіта, охорона здоров'я та соціальна допомога — 15,0 %, публічна адміністрація — 11,9 %, виробництво — 11,3 %.